# Músculo subclávio
O músculo subclávio é um pequeno músculo triangular, localizado entre a clavícula e a primeira costela. 
Inserção lateral = face inferior da clavícula. 
Inserção medial = primeira costela.   

## Referência
DÂNGELO, José Geraldo & FATTINI, Carlo Américo. Anatomia básica dos sistemas orgânicos: com a descrição dos ossos, junturas, músculos, vasos e nervos. São Paulo: Editora Atheneu, 2004.